# Megastraea
Megastraea là một chi ốc biển có kích thước thân vỏ từ cỡ trung bình đến lớn, thuộc họ Turbinidae.

## Các loài
Các loài trong chi này trước đây được xếp vào chi Astraea. Chúng bao gồm:
- Megastraea turbanica (Dall, 1910)
- Megastraea undosa (Wood, 1828)